# Лютерн
Лютерн (нем. Luthern) — коммуна в Швейцарии, в кантоне Люцерн.
Входит в состав округа Виллизау. Население 1439 человек. Официальный код — 1135.

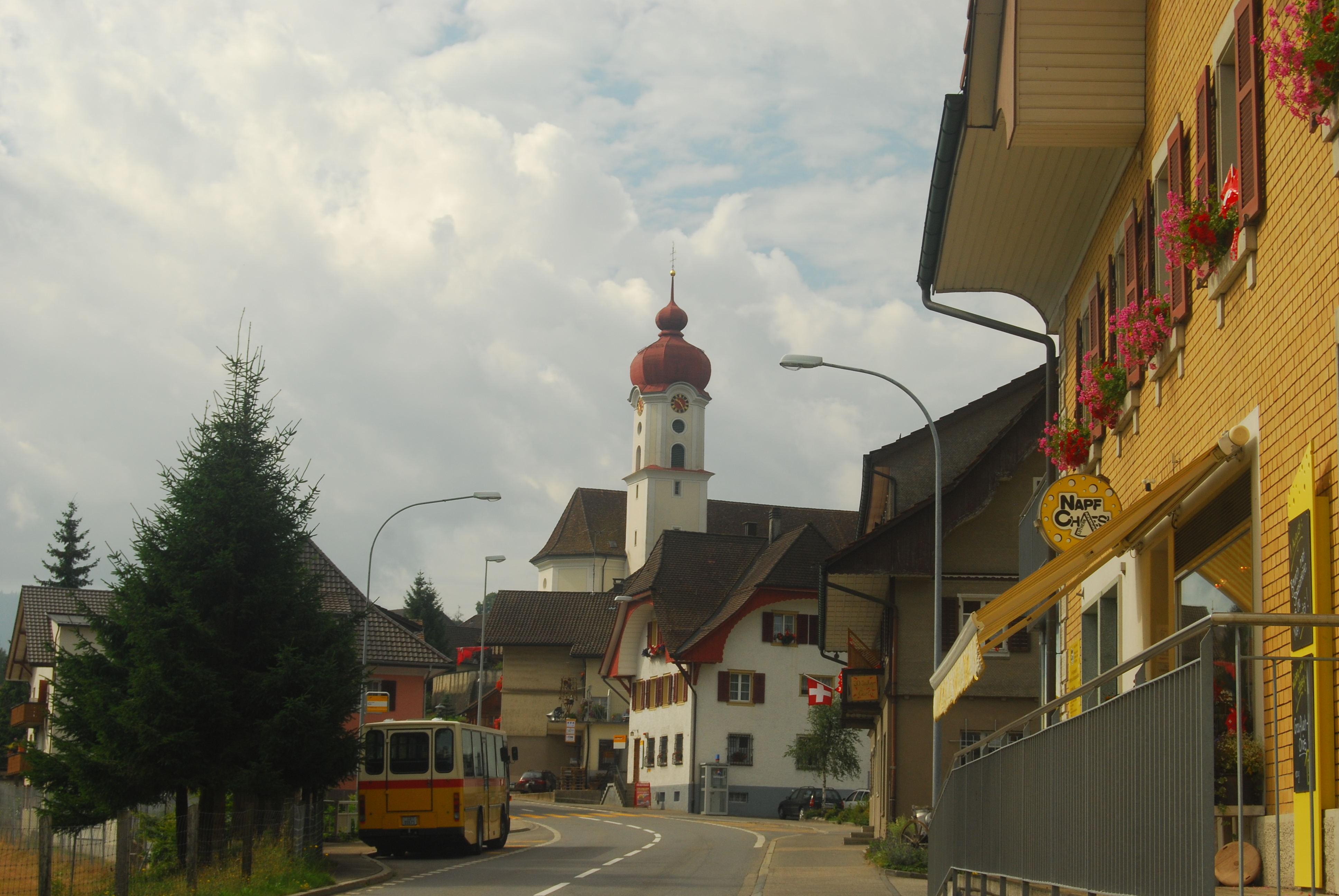
Лютерн